# بکستون
بکستون (به انگلیسی: Bexton) یک روستا و محله مدنی در بریتانیا است که در چشایر شرقی واقع شده‌است. بکستون ۹ نفر جمعیت دارد.